# Ugadi

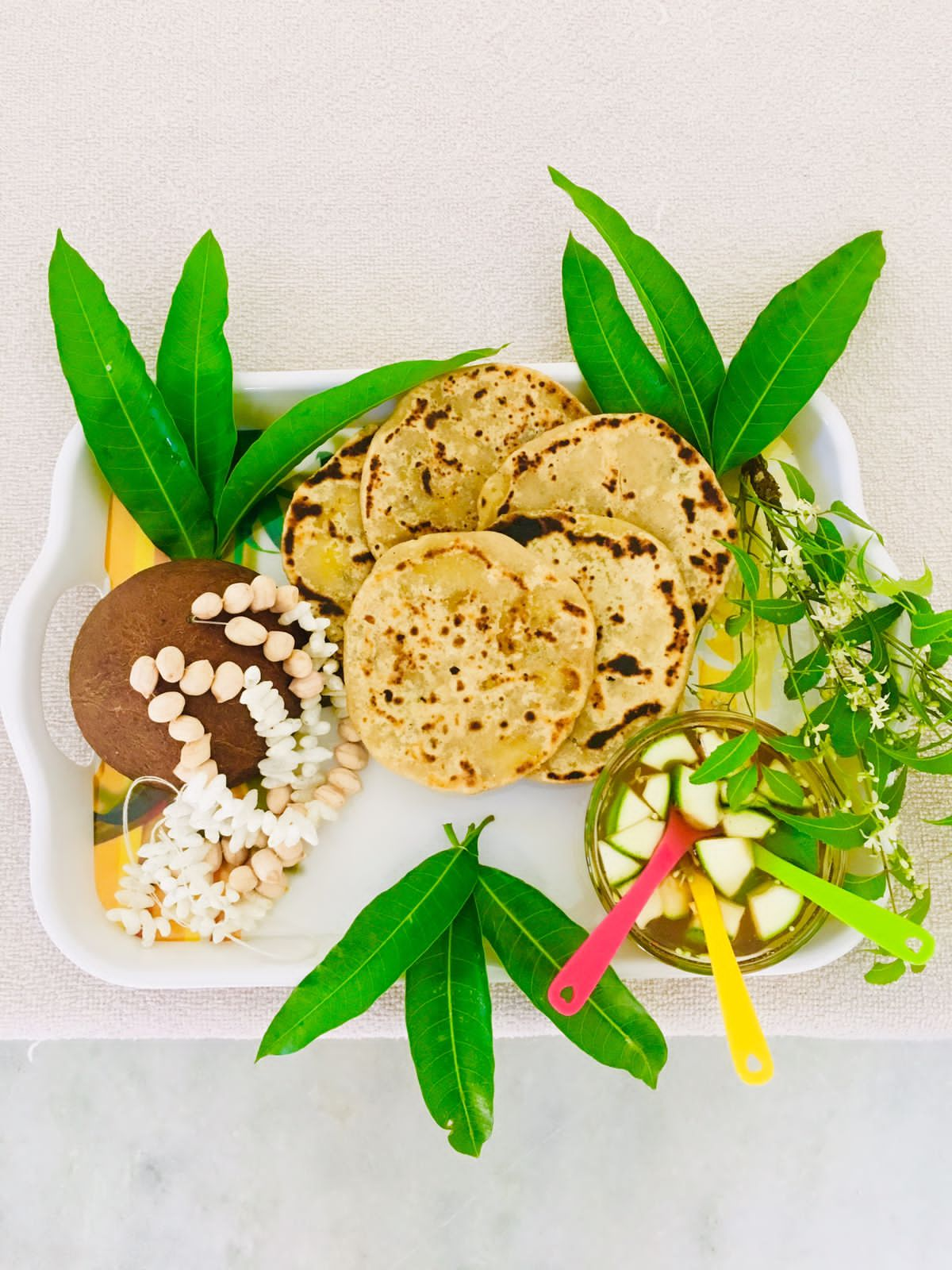
Ugadi ist ein Fest, das den Beginn eines neuen Jahres im hinduistischen Mondkalender markiert. Das Wort „Ugadi“ leitet sich von den Sanskrit-Wörtern „yuga“ und „adi“ ab, die jeweils „Zeitalter“ und „Anfang“ bedeuten.

Ugadi oder Yugadi (Telugu : ఉగాది, Kannada :ಯುಗಾದಿ) auch bekannt als Samvatsarādi (bedeutet „Jahresanfang“), ist der Neujahrstag nach dem Hindu-Kalender. Der Ugadi-Zyklus besteht aus 60 Jahren, wobei jedes Jahr einzeln gefeiert wird. Der erste Tag eines jeden Jahres wird „Ugadi“ genannt. Das Wort „Ugadi“ kann in zwei Teile geteilt werden: „Uga“ bedeutet „Lauf der Sterne“ und „Adi“ bedeutet „Beginn“. Es wird in diesen Regionen am ersten Tag des hinduistischen Lunisolarkalender-Monats Chaitra festlich begangen. Dieser fällt typischerweise auf Ende März oder Anfang April des gregorianischen Kalenders. Er fällt manchmal auch auf den Tag nach Amavasya mit dem 27. Nakshatra Revati. Der Ugadi-Tag wird auf den ersten Neumond nach der März-Tagundnachtgleiche gelegt.
Ugadi ist ein wichtiges und historisches Fest der Hindus. In mittelalterlichen Texten und Inschriften werden an diesem Tag große Spenden an Hindu-Tempel und Gemeindezentren verzeichnet. Derselbe Tag wird von Hindus in vielen anderen Teilen Indiens als Neujahrsfest begangen, wie Gudi Padwa in Maharashtra, Goa und ist ein nationaler Feiertag in Mauritius.

## Etymologie
Der Name Yugadi oder Ugadi leitet sich von den Sanskritwörtern yuga (Zeitalter) und ādi (Anfang) ab: „der Beginn eines neuen Zeitalters“. Yugadi oder Ugadi fällt im Allgemeinen auf Ende März oder Anfang April des gregorianischen Kalenders. Die Telugu verwenden den Begriff Ugadi (ఉగాది) und die Kannadigas verwenden den Begriff Yugadi (ಯುಗಾದಿ) für dieses Fest.

## Riten
Der Ugadi Tag wird in der Regel sehr früh begonnen. Erst werden rituelle Bäder genommen und dann folgen Einreibungen mit duftenden Ölen. Es werden farbenfrohe Muster auf den Boden gemalt, die Muggulu/ Rangoli heißen, während die Türen von Mangoblattdekorationen verziert werden, die torana genannt werden. Mangoblätter und Kokosnüsse gelten in der hinduistischen Tradition als glückverheißend und werden daher gerne an Ugadi verwendet. Die Menschen reinigen auch die Fassade ihres Hauses und verzieren sie mit bunten Blumenmustern. Die Menschen kaufen neue Kleidung und neue Gegenstände für das Zelebrieren der Feier und bringen Gebete in Tempeln dar. Die Feier von Ugadi ist von religiösem Eifer und sozialer Fröhlichkeit geprägt. Es wird auch ein spezielles Festessen namens pachadi verspeist. Pachadi" (oder "Ugadi pacchadi") besteht aus einem chutneyähnlichen Gericht, bei dem die Zutaten so kombiniert werden, dass alle sechs Geschmacksrichtungen des Essens entstehen: süß, sauer, salzig, scharf, bitter und adstringierend. Dieses festliche Hindu-Essen wird aus Tamarindenpaste (sauer), Neem-Blüten (bitter), braunem Zucker oder süßem Jaggery (süß), Kochsalz (Salz), grünem Chili (scharf) und roher Mango (adstringierend) hergestellt. Es ist eine symbolische Erinnerung an komplexe Lebensphasen, die man im neuen Jahr  erwartet.

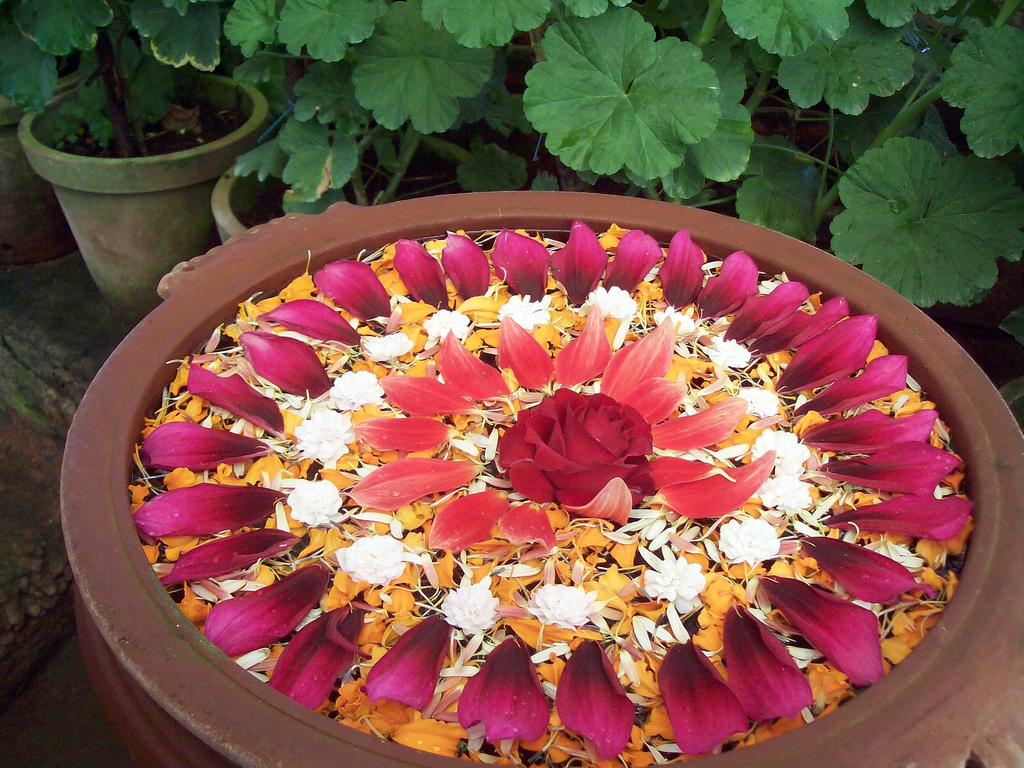
Muggu (rangoli) Anordnung im April 2009

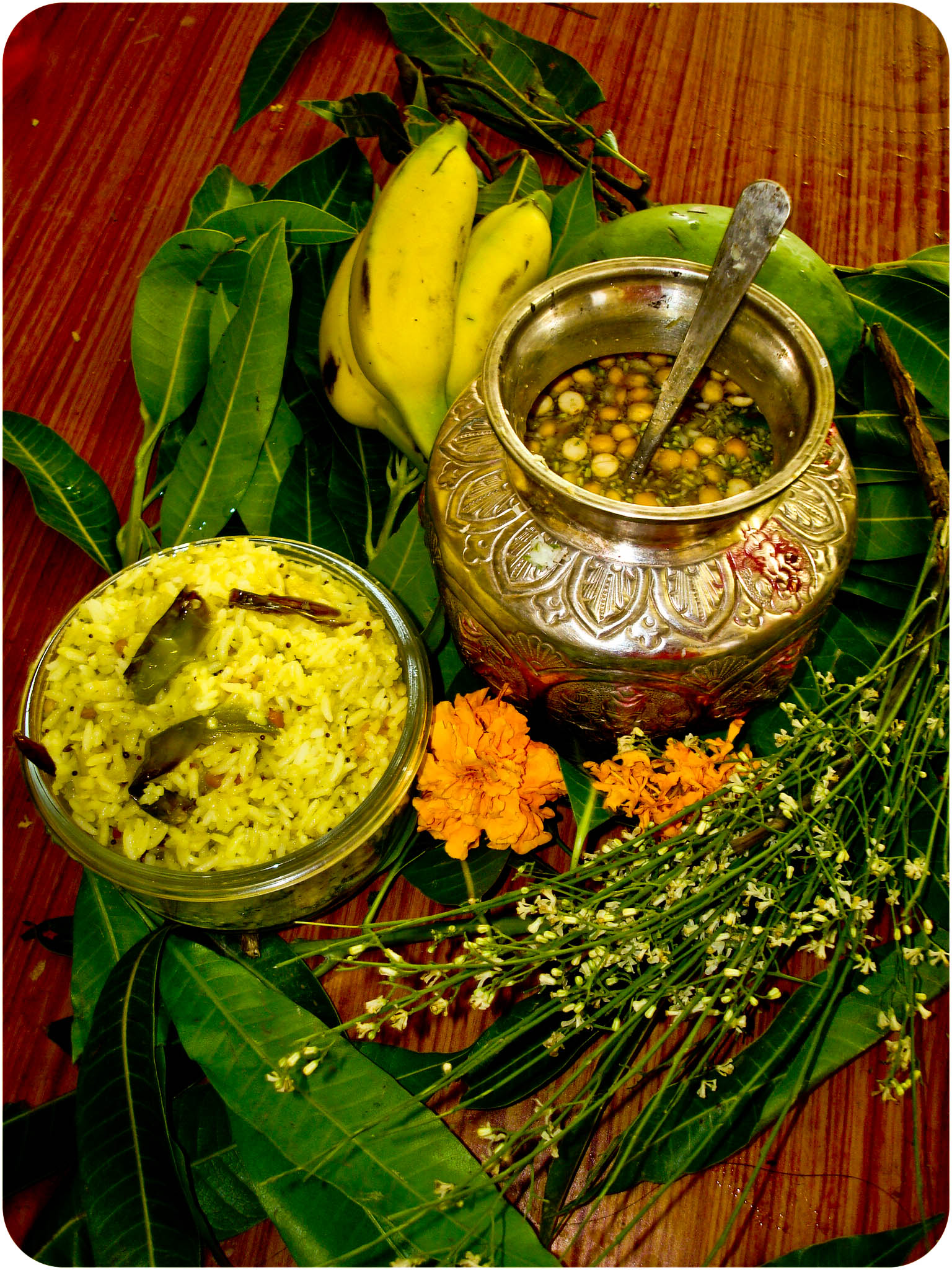
Ugadi Pacchadi (rechts) ist ein symbolisches Gericht, das die Hindus an diesem Fest zubereiten

Laut Vasudha Narayanan, Professor für Religion an der University of Florida:

„Das Festtagsgericht pacchadi erinnert die Menschen symbolisch daran, dass das kommende Jahr – wie das ganze Leben – nicht nur aus süßen Erfahrungen besteht, sondern aus einer Kombination von süßen, sauren, salzigen und bitteren Episoden. So wie die verschiedenen Substanzen miteinander verbunden sind, wird man daran erinnert, dass kein Ereignis oder keine Episode nur gut oder nur schlecht ist. Selbst inmitten von bitteren Erfahrungen gibt es süße Momente. Man wird auch daran erinnert, dass die Erfahrung des Geschmacks vergänglich und flüchtig ist; so ist auch das Leben, und man muss lernen, Schmerz und Vergnügen in die richtige zeitliche Perspektive zu stellen.“

## Verwandte Feste
Hindus aus Maharashtra bezeichnen das Fest, das am selben Tag gefeiert wird, als Gudi Padwa. Die Sindhis feiern an diesem Tag das Cheti Chand als Beginn ihres Kalenderjahres. Das Volk der Manipuris feiert am selben Tag auch sein Neujahrsfest als Sajibu Nongma Panba.
Auch die Hindus auf Bali in Indonesien feiern ihr neues Jahr am selben Tag wie Nyepi. Ugadi ist außerdem einer der fünf hinduistischen Nationalfeiertage auf Mauritius.